# Masters Tournament

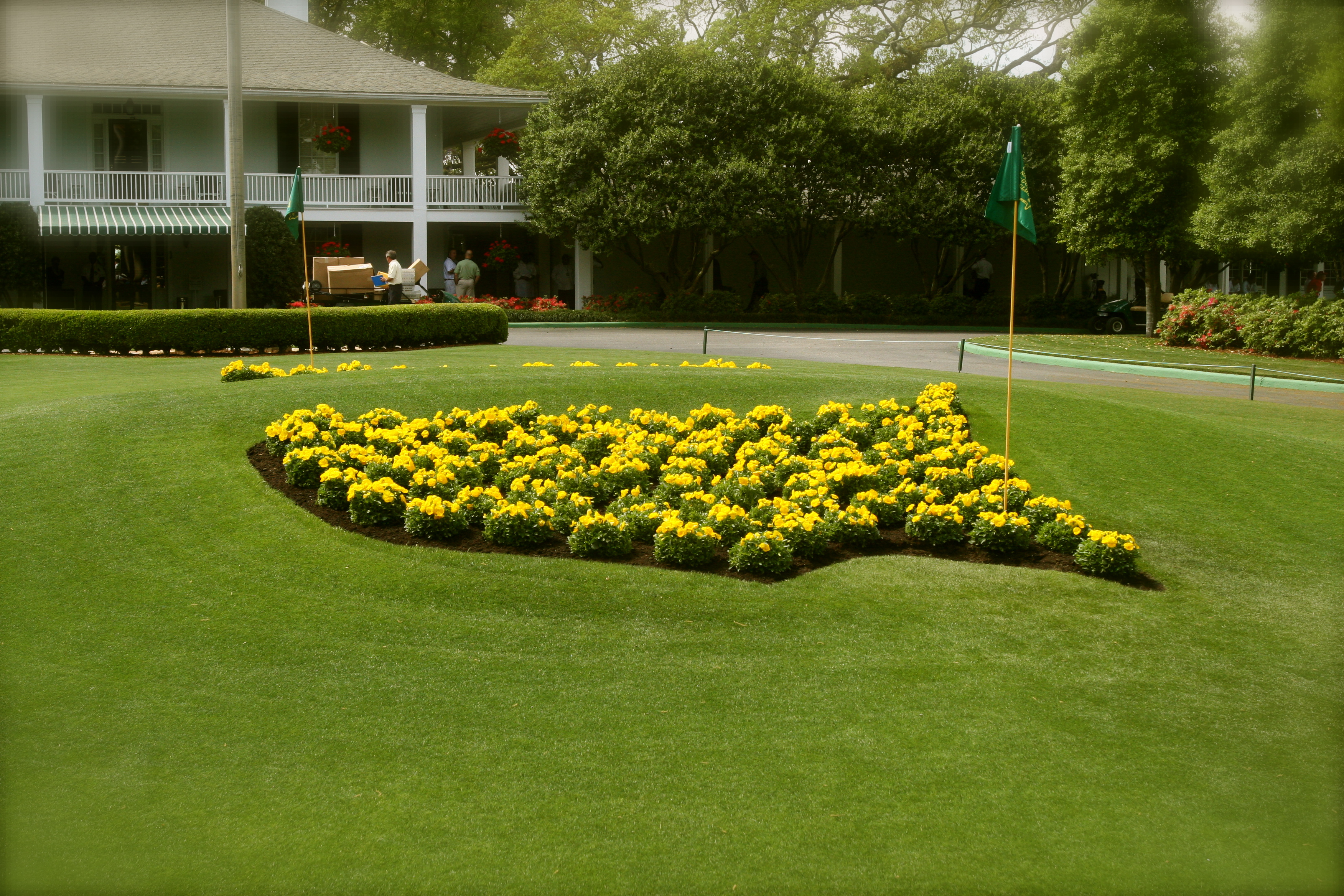
Logo Masters vytvořené z květin

Masters Tournament je jeden ze čtyř hlavních (major) golfových turnajů mužského okruhu PGA Tour. Na rozdíl od ostatních majorů se hraje každý rok na stejném místě, v Augusta National Golf Clubu, na soukromém golfovém hřišti ve městě Augusta, stát Georgie, na východním pobřeží USA. 
Na turnaji hraje menší počet hráčů než na ostatních. Jejich počet se pohybuje mezi 85–100 (např. v roce 2017 nastoupilo 93 hráčů). K účasti je nutné obdržet pozvánku od místního klubu. Kromě profesionálů pozvánku dostávají též nejlepší amatéři z několika pevně stanovených turnajů (podrobněji viz kritéria účasti).

## Tradice turnaje
Přestože Masters je nejmladší mezi major turnaji, má celou řadu velmi pečlivě dodržovaných tradic. Hraje se vždy druhý týden v dubnu. Několik tradic je spojeno se zeleným sakem pro vítěze. Ve dnech před zahájením samotného turnaje ve čtvrtek se koná několik pevně stanových akcí. 
Augusta National Golf Club ani během turnaje Masters nikdy oficiálně nezveřejňuje rychlost greenů. Mezi tradice patří také velmi striktní požadavky na chování diváků během turnaje včetně zákazu používání mobilů během hry. Velmi specifické požadavky se dříve vztahovaly na caddies. 
Mezi tradice patří též podávané občerstvení, zejména sendvič s přesně stanovým druhem sýra, který časopis Sports Illustrated označil za „legendární“ a víc než jen jídlo: je to součást historie a tradice tohoto turnaje.

### Zelené sako
Vítěz získává jako jednu z cen zelené sako, které musí po roce vrátit zpět do klubovny (i když zůstává jeho vlastnictvím a saka všech vítězů jsou uložena ve zvláštní šatně). Pokud hráč vyhraje vícekrát, dostává stejné sako, pokud není bezpodmínečně nutné, aby měl jinou velikost. Do roku 1967 vyráběla saka společnost Brooks Brothers (založená 1818, nejstarší fungující textilka v USA), od té doby je vyrábí společnost Hamilton ze Cincinnati v Ohiu. Přesný odstín zelené barvy saka je chráněn jako ochranná známka (trademark).
Poprvé zelené sako získal při svém vítězství v roce 1949 Sam Snead, ale v tomto roce bylo zelené sako současně zpětně uděleno i devíti předchozím vítězům, kteří se stali známými jako „původní desítka“. Od následujícího roku 1950 sako novému vítězi předává vítěz předchozího ročníku turnaje. Pokud předchozí vítěz není k dispozici nebo pokud by hráč vyhrál i předchozí rok, pak funkci předávajícího vykonává současný předseda klubu.

### Předturnajové události
V úterý, před zahájením turnaje, se koná „večeře šampiónů”, kam jsou pozváni minulí vítězové a někteří členové správní rady Augusta National Golf Clubu. Poprvé se „večeře šampiónů” konala v roce 1952, kdy ji uváděl Ben Hogan, vítěz ročníku 1951. Vítěz předchozího ročníku turnaje se podílí na tvorbě jídelníčku společně se šéfkuchařem klubu, a zejména zahraniční vítězové obvykle volí některá jídla typická pro danou zemi nebo region, např. první německý vítěz turnaje Bernhard Langer vybral vídeňský řízek.
Od roku 1963 další den, tj. ve středu dopoledne, mají bývalí mistři právo prvního čestného odpalu na první jamce. Mezi legendární golfisty, kteří provedli tento čestný odpal patří mimo jiné Fred McLeod, Jock Hutchinson, Gene Sarazen, Sam Snead, Byron Nelson, Arnold Palmer, Jack Nicklaus, Gary Player, Lee Elder nebo Tom Watson. 

### Masters Tournament Par-3 contest
Od roku 1960 se ve středu (den před zahájením hlavního turnaje) rovněž hraje „Masters Tournament Par-3 contest“, což je golfová soutěž, která má charakter společenské události. Tradičně si účastníci soutěže zvou rodinné příslušníky, aby jim dělali caddieho, a někdy jim dokonce umožňují hrát rány jejich jménem, včetně dětí. I přes tento spíše zábavně společenský charakter jsou oficiálně vyhlašování vítězové. První soutěž Par-3 v roce 1960 vyhrál trojnásobný šampion Masters Sam Snead, který se stal i prvním vícenásobným vítězem (v roce 1974).
Žádnému hráči se dosud nepodařilo vyhrát tuto soutěž a hlavní turnaj ve stejném roce. Soutěž probíhá v jednom kole na devítijamkovém hřišti s parem 27 v severovýchodním rohu klubového areálu, které v roce 1958 navrhl George Cobb a zakladatel klubu Clifford Roberts.

### Caddies
Velmi zvláštní tradice se dříve vztahovaly na caddies. Před rokem 1983 byl každému hráči na Masters Tournament vždy povinně přidělen caddy klubu. Dříve to byla obvyklá praxe i na jiných turnajích, ale postupně byla opuštěna a Masters byl řadu let poslední major, který na ní trval. Ještě neobvyklejší bylo, že Augusta zaměstnávala jako caddies pouze černochy. Spoluzakladatel klubu Clifford Roberts kdysi prohlásil: „Dokud budu naživu, všichni golfisté budou bílí a všichni caddies černí.“
Těžce nemocný Clifford Roberts spáchal sebevraždu v roce 1977 ve věku 83 let. O pět let později, v listopadu 1982, tehdejší předseda klubu Hord Hardin oznámil, že od následující turnaje v roce 1983 budou moci hráči na Masters používat své vlastní caddies. Byla to hlavně reakce na četné rozhořčené stížnosti hráčů v čele s dvojnásobným šampionem Tomem Watsonem kvůli problémům s caddies na turnaji v roce 1982. Hned v roce 1983 využilo klubové caddies již jen 12 hráčů.
První ženskou caddy v Augustě byla rovněž v roce 1983 Elizabeth Archer, dcera George Archera (Masters vyhrál v roce 1969), která nesla bag svému otci. Dodnes jsou ženy jako caddies v Augustě a na dalších PGA Tour turnajích stále vzácné. Dosud nejúspěšnější je Švédka Fanny Sunesson, která caddyho dělala několika předním hráčům na Masters, hlavně trojnásobnému šampionovi Nicku Faldovi v letech 1990 až 1999. Stala se tak první ženou, která se jako caddy podílela na vítězství na Masters a současně vůbec poprvé na jakémkoliv major turnaji. V roce 2012 profesionální kariéru ukončila, ale 2019 se na Masters ještě jednou vrátila, když dělala caddyho krajanovi Henriku Stensonovi.

## Nejvíce titulů
Nejvíce titulů, celkem šest, získal mezi lety 1963 až 1986 Jack Nicklaus. Pětkrát vyhrál Tiger Woods mezi roky 1997 a 2019. Čtyřikrát vyhrál Arnold Palmer mezi roky 1958 až 1964. Pět hráčů vyhrálo třikrát: Jimmy Demaret, Sam Snead, Gary Player, Nick Faldo a Phil Mickelson. Prvním vítězem, který nepocházel ze Spojených států byl již zmíněný pozdější trojnásobný vítěz Gary Player z Jižní Afriky v roce 1961. Druhým zahraničním vítězem se stal Španěl Seve Ballesteros který vyhrál v letech 1980 a 1983. 

## Vznik turnaje
Golfový klub Augusta National založili legendární golfista Bobby Jones a investiční bankéř Clifford Roberts. Založení klubu oznámili 15. července 1931. V prosinci 1932 se na hřišti poprvé hrálo, a v lednu 1933 bylo slavnostně otevřeno. Původním záměrem bylo uspořádat na hřišti US Open, ale nakonec se zakladatelé rozhodli pro vlastní výroční turnaj. První ročník se konal v roce 1934. Členové klubu přesvědčili k účasti i Bobbyho Jonese, přestože ten v roce 1930 ukončil kariéru. Jones skončil na děleném 13. místě, a tento výsledek už při žádné z dalších 11 účastí nepřekonal.

## Hřiště

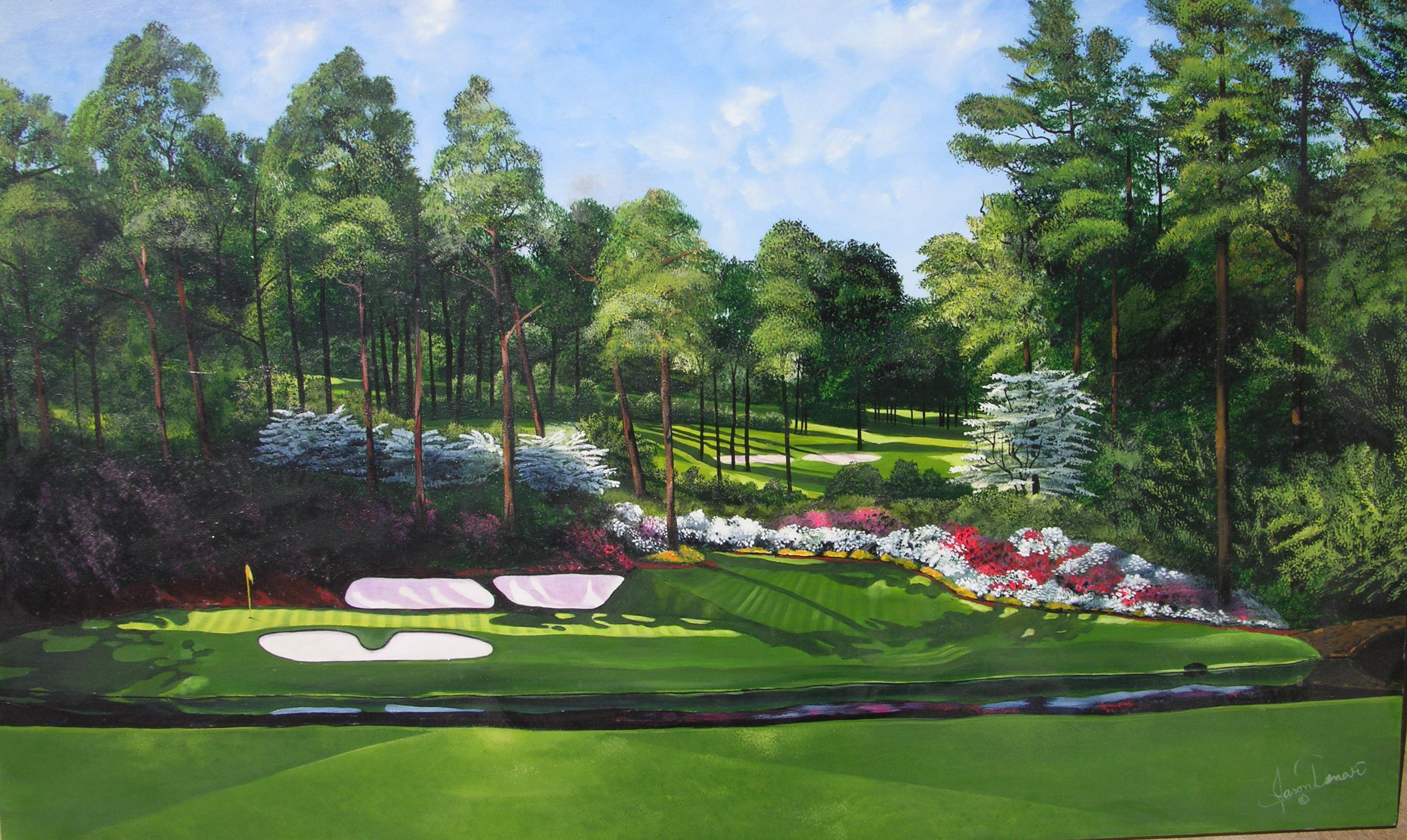
12. jamka

Hřiště tvoří osmnáct jamek. První rok se začínalo hrát na dnešní jamce číslo 10, ale od sezóny 1935 bylo pořadí devítek trvale obráceno. Původní jamky 1–9 jsou dnes jamkami 10–18, a opačně. Od svého otevření v roce 1933 bylo hřiště Augusta National mnohokrát upravováno různými architekty. Změny se týkaly mimo jiné greenů, které byly upraveny a někdy i zcela přepracovány, bunkerů, rozšíření vodních překážek, vybudování nových odpališť, výsadby stovek stromů a vytvoření nových umělých kopců. Většina jamek se v průběhu let též prodlužovala (i několikrát).

### Názvy jamek

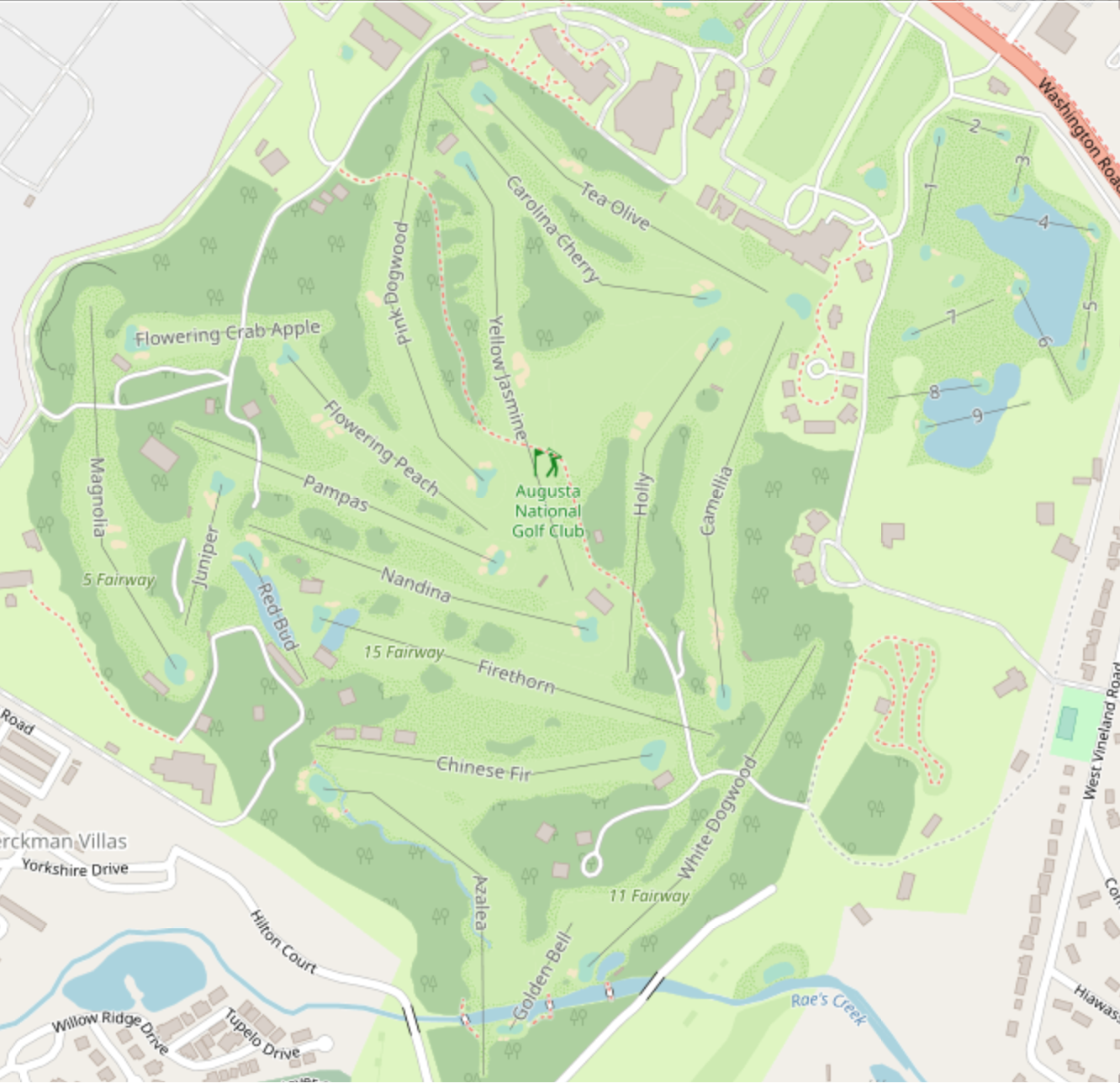
Mapka hřiště (OpenStreet Map)

Každá jamka má kromě číselného označení i tradiční slovní název podle rostliny, která je v jejím okolí vysázena (v případě jamky č. 7 nazvané „Pampa“ jde o označení vysoké trávy, které se v angličtině říká  „pampa grass“: vědecké jméno této trávy je „Cortaderia selloana“). Tabulka uvádí názvy platné v dubnu 2017 (některé jamky byly v minulosti přejmenovány).
Trojice jamek 11,12 a 13 je nazývána Amen Corner – tento název jim dal v roce 1958 redaktor časopisu Sports Illustrated Herbert Warren Wind, inspirován jazzovou skladbou Shoutin' in That Amen Corner. Kolem jamek protéká potok Rae's Creek, který jim dodává na obtížnosti. Jamky 11 a 12 jsou druhou, resp. čtvrtou nejobtížnější jamkou hřiště. Říká se, že Masters se rozhoduje v neděli na druhé devítce a Amen Corner je její klíčovou součástí. 
Toto rčení potvrdil například Rory McIlroy v roce 2011. Po třech kolech vedl o čtyři rány a ještě po deváté jamce finále držel solidní skóre +1 na kolo. Následně ale zahrál na jamkách 10–12 celkem 6 ran nad par, po dalším bogey na patnáctce skončil kolo s 80 ranami a propadl se na dělené patnácté místo. Také Sergio García, vítěz z roku 2017, zažil na Amen Corner krizový moment finálového kola. Zahrál bogey na jamkách 10 a 11 a první ranou na třináctce skončil mezi stromy.
| Jamka | Par | Průměr skóre | Název               | Překlad názvu                   |
| ----- | --- | ------------ | ------------------- | ------------------------------- |
| 1     | 4   | 4,24         | Tea Olive           | Vonokvětka libovonná            |
| 2     | 5   | 4,79         | Pink Dogwood        | Dřín květnatý                   |
| 3     | 4   | 4,08         | Flowering Peach     | Okrasná broskvoň                |
| 4     | 3   | 3,29         | Flowering Crabapple | Okrasná jabloň                  |
| 5     | 4   | 4,26         | Magnolia            | Magnólie                        |
| 6     | 3   | 3,14         | Juniper             | Jalovec                         |
| 7     | 4   | 4,15         | Pampas              | Pampa                           |
| 8     | 5   | 4,83         | Yellow Jasmine      | Jasmínovec vždyzelený           |
| 9     | 4   | 4,15         | Carolina Cherry     | Bobkovišeň karolínská           |
| 10    | 4   | 4,31         | Camellia            | Kamélie                         |
| 11    | 4   | 4,30         | White Dogwood       | Svída bílá                      |
| 12    | 3   | 3,29         | Golden Bell         | Zlatice převislá                |
| 13    | 5   | 4,79         | Azalea              | Azalka                          |
| 14    | 4   | 4,17         | Chinese Fir         | Ostrolistec kopinatý            |
| 15    | 5   | 4,78         | Fire Thorn          | Hlohyně                         |
| 16    | 3   | 3,15         | Redbud              | Zmarlika                        |
| 17    | 4   | 4,16         | Nandina             | Nandina domácí (nebeský bambus) |
| 18    | 4   | 4,23         | Holly               | Cesmína                         |

### Délka a obtížnost hřiště
Jako většina hřišť, kde hrají profesionálové, bylo hřiště (kromě řady dalších úprav) mnohokrát prodlužováno (což si mimo jiné vyžádalo přikoupení dalších pozemků, které původně nebyly součástí areálu). Délka hřiště pro vybrané roky je následující (ke změnám došlo vícekrát, než je zde uvedeno):
- 1940: 6800 yardů (6218 metrů)
- 1960: 6980 yardů (6383 metrů)
- 1980: 7040 yardů (6437 metrů)
- 2020: 7475 yardů (6835 metrů)
- 2022: 7510 yardů (6870 metrů)
- 2025: 7555 yardů (6908 metrů)

Deklarovaný par jednotlivých jamek a délku (v yardech) pro odpaliště během Masters a pro „běžné“ členy klubu v roce 2023 shrnuje následující tabulka. Na rozdíl od většiny ostatních soukromých nebo veřejných golfových hřišť v USA neprošlo hřiště Augusta National nikdy oficiálním normováním. Během turnaje Masters v roce 1990 tým hodnotitelů USGA, organizovaný časopisem Golf Digest, hodnotil hřiště a udělil mu neoficiálně normu 76,2. V roce 2009 bylo hřiště znovu hodnoceno a získalo neoficiálně normu 78,1.
| Jamka   | 1   | 2   | 3   | 4   | 5   | 6   | 7   | 8   | 9   | 1–9  | 10  | 11  | 12  | 13  | 14  | 15  | 16  | 17  | 18  | 10–18 | Celkem |
| ------- | --- | --- | --- | --- | --- | --- | --- | --- | --- | ---- | --- | --- | --- | --- | --- | --- | --- | --- | --- | ----- | ------ |
| Par     | 4   | 5   | 4   | 3   | 4   | 3   | 4   | 5   | 4   | 36   | 4   | 4   | 3   | 5   | 4   | 5   | 3   | 4   | 4   | 36    | 72     |
| Masters | 445 | 575 | 350 | 240 | 495 | 180 | 450 | 570 | 460 | 3765 | 495 | 520 | 155 | 545 | 440 | 550 | 170 | 440 | 465 | 3780  | 7545   |
| člen    | 365 | 515 | 340 | 170 | 400 | 165 | 330 | 480 | 395 | 3160 | 450 | 400 | 145 | 455 | 380 | 475 | 145 | 370 | 385 | 3205  | 6365   |

### SubAir System
Greeny hřiště jsou pečlivě udržovány tak, aby poskytovaly tvrdý a rychlý golfový povrch. Greeny tohoto hřiště jsou proslulé svou rychlostí, přesné hodnoty však také nejsou známy, dokonce ani během Masters klub nikdy oficiálně nezveřejňuje rychlost greenů. Této tvrdosti a rychlosti napomáhá ve své době zcela unikátní podzemní zavlažovací a ventilační systém, známý jako SubAir System, který v roce 1994 vyvinul a nainstaloval správce hřiště Marsh Benson. Systém SubAir byl tak úspěšný, že brzy vznikla samostatná společnost v nedalekém Graniteville v Jižní Karolíně, která navrhla a nainstalovala podobné automatické systémy odsávání vody na hřištích jako Pebble Beach, East Lake, Citi Field a Citizens Bank Park.

### Písek pro bunkery
Bunkery neobsahují tradiční písek obvyklý na většině golfových hřišť, ale zářivě bílý granulovaný křemen (označený jako „Spruce Pine sand“ a SP55), který vzniká jako vedlejší produkt při těžbě v živcových dolech v těžebním revíru Spruce Pine ve městě Spruce Pine v Severní Karolíně a jeho okolí. Augusta používá Spruce Pine pro své bunkery od počátku 70. let 20. století, kdy Clifford Roberts navštívil Linville Golf Club v Linville v Severní Karolíně, který v té době tento materiál již používal. Protože těžební společnost tento svůj vedlejší produkt poskytuje hřišti zdarma, Clifford Roberts na oplátku majiteli společnosti nabídl, že je v Augustě kdykoli vítaným hostem, a později mu daroval šest permanentek na Masters.

## Kritéria účasti
K získání pozvánky na Masters vede několik cest. Tradičně mají doživotní právo startu všichni minulí vítězové. Dalšími možnostmi zisku pozvánky jsou:
- vítězství na dalším z major turnajů (British Open, US Open, PGA Championship) – právo startu na Masters po 5 let
- vítězství na turnaji The Players Championship – 3 roky
- zlatá olympijská medaile – 1 rok
- vítězství a druhé místo na amatérském mistrovství USA – 1 rok
- vítězství na amatérském mistrovství Velké Británie, Asie a Pacifiku nebo Latinské Ameriky – 1 rok
- vítězství na mid-amatérském mistrovství USA
- umístění do 12. místa na předchozím Masters (včetně dělených míst)
- umístění do 4. místa (včetně dělených) na jiném major turnaji aktuálního ročníku
- vítězství na turnaji PGA Tour konaném od minulého Masters do aktuálního
- všichni hráči, kteří se kvalifikovali na předchozí Tour Championship
- prvních 50 hráčů světového žebříčku pro předchozí kalendářní rok
- prvních 50 hráčů světového žebříčku, platného v týdnu před Masters

Klub má také možnost udělit komukoliv divokou kartu.

## Formát turnaje
Masters má stejný formát, jako ostatní turnaje PGA Tour. Hrají se čtyři kola hry na rány, od čtvrtka do neděle, přičemž se hodnotí celkový součet ran. Po druhém, pátečním kole následuje, stejně jako na ostatních turnajích, tzv. cut – snížení počtu hráčů pro závěrečná kola. Pravidlo pro cut od roku 2013 zní: „do posledních dvou kol postoupí hráči, kteří jsou po druhém kole nejhůře na 50. místě (včetně dělených míst). Zároveň postoupí všichni hráči, kteří na vedoucího hráče ztrácí nejvýše 10 ran.“
Pokud není na konci čtvrtého kola rozhodnuto o vítězi, hraje se tzv. play-off na dalších jamkách. Na rozdíl od ostatních major turnajů jde (od roku 1979) o systém „náhlá smrt“, tj. jakmile některý z hráčů dosáhne na jamce horšího skóre než ostatní, je vyřazen. Play-off se hraje střídavě na jamkách č. 18 a 10. V roce 2017 rozhodla první play-off jamka o vítězství Sergia Garcíi na Justinem Rosem.

## Ceny
Kromě finančních odměn získávají nejlepší hráči na Masters i věcné a symbolické odměny. Jméno vítěze a hráče na druhém místě je vyryto na podstavec stálé trofeje Masters – stříbrného modelu klubovny, která byla vyrobena v roce 1961.

### Vítěz
- od roku 1993 získává menší repliku stálé trofeje (modelu klubovny)
- zlatá medaile
- zelené sako
- zlatý medailon, zobrazující klubovnu

### Hráč na druhém místě
- stříbrná medaile
- stříbrný tác

### Nejlepší amatér
Nejlepší z amatérských hráčů získává stříbrný pohár, ovšem pouze za podmínky, že projde cutem do víkendových kol.

## Přehled vítězů
| Rok                                               | Vítěz                   | Země          | skóre | vítězný rozdíl | vítězná částka USD |
| ------------------------------------------------- | ----------------------- | ------------- | ----- | -------------- | ------------------ |
| 2025                                              | Rory McIlroy            | Severní Irsko | –11   | playoff (1)    | 4 200 000          |
| 2024                                              | Scottie Scheffler (2)   | USA           | –11   | 4              | 3 600 000          |
| 2023                                              | Jon Rahm                | Španělsko     | –12   | 4              | 3 240 000          |
| 2022                                              | Scottie Scheffler       | USA           | –10   | 3              | 2 700 000          |
| 2021                                              | Hideki Macujama         | Japonsko      | −10   | 1              | 2 070 000          |
| 2020                                              | Dustin Johnson          | USA           | −20   | 5              | 2 070 000          |
| 2019                                              | Tiger Woods (5)         | USA           | −13   | 1              | 2 070 000          |
| 2018                                              | Patrick Reed            | USA           | −15   | 1              | 1 980 000          |
| 2017                                              | Sergio García           | Španělsko     | −9    | playoff (2)    | 1 980 000          |
| 2016                                              | Danny Willet            | Anglie        | −5    | 3              | 1 800 000          |
| 2015                                              | Jordan Spieth           | USA           | −18   | 4              | 1 800 000          |
| 2014                                              | Bubba Watson (2)        | USA           | −8    | 3              | 1 620 000          |
| 2013                                              | Adam Scott              | Austrálie     | −9    | playoff (2)    | 1 440 000          |
| 2012                                              | Bubba Watson            | USA           | −10   | playoff (2)    | 1 440 000          |
| 2011                                              | Charl Schwartzel        | Jižní Afrika  | −14   | 2              | 1 440 000          |
| 2010                                              | Phil Mickelson (3)      | USA           | −16   | 3              | 1 350 000          |
| 2009                                              | Ángel Cabrera           | Argentina     | −12   | playoff (3)    | 1 350 000          |
| 2008                                              | Trevor Immelman         | Jižní Afrika  | −8    | 3              | 1 350 000          |
| 2007                                              | Zach Johnson            | USA           | +1    | 2              | 1 305 000          |
| 2006                                              | Phil Mickelson (2)      | USA           | −7    | 2              | 1 260 000          |
| 2005                                              | Tiger Woods (4)         | USA           | −12   | playoff (2)    | 1 260 000          |
| 2004                                              | Phil Mickelson          | USA           | −9    | 1              | 1 117 000          |
| 2003                                              | Mike Weir               | Kanada        | −7    | playoff (2)    | 1 080 000          |
| 2002                                              | Tiger Woods (3)         | USA           | −12   | 3              | 1 008 000          |
| 2001                                              | Tiger Woods (2)         | USA           | −16   | 2              | 1 008 000          |
| 2000                                              | Vijay Singh             | Fidži         | −10   | 3              | 828 000            |
| 1999                                              | José María Olazábal (2) | Španělsko     | −8    | 2              | 720 000            |
| 1998                                              | Mark O'Meara            | USA           | −9    | 1              | 576 000            |
| 1997                                              | Tiger Woods             | USA           | −18   | 12             | 486 000            |
| 1996                                              | Nick Faldo (3)          | Anglie        | −12   | 5              | 450 000            |
| 1995                                              | Ben Crenshaw (2)        | USA           | −14   | 1              | 396 000            |
| 1994                                              | José María Olazábal     | Španělsko     | −9    | 2              | 360 000            |
| 1993                                              | Bernhard Langer (2)     | Německo       | −11   | 4              | 306 000            |
| 1992                                              | Fred Couples            | USA           | −13   | 2              | 270 000            |
| 1991                                              | Ian Woosnam             | Wales         | −11   | 1              | 243 000            |
| 1990                                              | Nick Faldo (2)          | Anglie        | −10   | playoff (2)    | 225 000            |
| 1989                                              | Nick Faldo              | Anglie        | −5    | playoff (2)    | 200 000            |
| 1988                                              | Sandy Lyle              | Skotsko       | −7    | 1              | 183 800            |
| 1987                                              | Larry Mize              | USA           | −3    | playoff (3)    | 162 000            |
| 1986                                              | Jack Nicklaus (6)       | USA           | −9    | 1              | 144 000            |
| 1985                                              | Bernhard Langer         | Německo       | −6    | 2              | 126 000            |
| 1984                                              | Ben Crenshaw            | USA           | −11   | 2              | 108 000            |
| 1983                                              | Seve Ballesteros (2)    | Španělsko     | −8    | 4              | 90 000             |
| 1982                                              | Craig Stadler           | USA           | −4    | playoff (2)    | 64 000             |
| 1981                                              | Tom Watson (2)          | USA           | −8    | 2              | 60 000             |
| 1980                                              | Seve Ballesteros        | Španělsko     | −13   | 4              | 55 000             |
| 1979                                              | Fuzzy Zoeller           | USA           | −8    | playoff (3)    | 50 000             |
| 1978                                              | Gary Player (3)         | Jižní Afrika  | −11   | 1              | 45 000             |
| 1977                                              | Tom Watson              | USA           | −12   | 2              | 40 000             |
| 1976                                              | Raymond Floyd           | USA           | −17   | 8              | 40 000             |
| 1975                                              | Jack Nicklaus (5)       | USA           | −12   | 1              | 40 000             |
| 1974                                              | Gary Player (2)         | Jižní Afrika  | −10   | 2              | 35 000             |
| 1973                                              | Tommy Aaron             | USA           | −5    | 1              | 30 000             |
| 1972                                              | Jack Nicklaus (4)       | USA           | −2    | 3              | 25 000             |
| 1971                                              | Charles Coody           | USA           | −9    | 2              | 25 000             |
| 1970                                              | Billy Casper            | USA           | −9    | playoff (2)    | 25 000             |
| 1969                                              | George Archer           | USA           | −7    | 1              | 20 000             |
| 1968                                              | Bob Goalby              | USA           | −11   | 1              | 20 000             |
| 1967                                              | Gay Brewer              | USA           | −8    | 1              | 20 000             |
| 1966                                              | Jack Nicklaus (3)       | USA           | E     | playoff (3)    | 20 000             |
| 1965                                              | Jack Nicklaus (2)       | USA           | −17   | 9              | 20 000             |
| 1964                                              | Arnold Palmer (4)       | USA           | −12   | 6              | 20 000             |
| 1963                                              | Jack Nicklaus           | USA           | −2    | 1              | 20 000             |
| 1962                                              | Arnold Palmer (3)       | USA           | −8    | playoff (3)    | 20 000             |
| 1961                                              | Gary Player             | Jižní Afrika  | −8    | 1              | 20 000             |
| 1960                                              | Arnold Palmer (2)       | USA           | −6    | 1              | 17 500             |
| 1959                                              | Art Wall Jr.            | USA           | −4    | 1              | 15 000             |
| 1958                                              | Arnold Palmer           | USA           | −4    | 1              | 11 250             |
| 1957                                              | Doug Ford               | USA           | −5    | 3              | 8 750              |
| 1956                                              | Jack Burke              | USA           | +1    | 1              | 6 000              |
| 1955                                              | Cary Middlecoff         | USA           | −9    | 7              | 5 000              |
| 1954                                              | Sam Snead (3)           | USA           | +1    | playoff (2)    | 5 000              |
| 1953                                              | Ben Hogan (2)           | USA           | −14   | 5              | 4 000              |
| 1952                                              | Sam Snead (2)           | USA           | −2    | 4              | 4 000              |
| 1951                                              | Ben Hogan               | USA           | −8    | 2              | 3 000              |
| 1950                                              | Jimmy Demaret (3)       | USA           | −5    | 2              | 2 400              |
| 1949                                              | Sam Snead               | USA           | −6    | 3              | 2 750              |
| 1948                                              | Claude Harmon           | USA           | −9    | 5              | 2 500              |
| 1947                                              | Jimmy Demaret (2)       | USA           | −7    | 2              | 2 500              |
| 1946                                              | Herman Keiser           | USA           | −6    | 1              | 2 500              |
| 1943–45: turnaj se nekonal kvůli 2. světové válce |                         |               |       |                |                    |
| 1942                                              | Byron Nelson (2)        | USA           | −8    | playoff (2)    | 1 500              |
| 1941                                              | Craig Wood              | USA           | −8    | 3              | 1 500              |
| 1940                                              | Jimmy Demaret           | USA           | −8    | 4              | 1 500              |
| 1939                                              | Ralph Guldahl           | USA           | −9    | 1              | 1 500              |
| 1938                                              | Henry Picard            | USA           | −3    | 2              | 1 500              |
| 1937                                              | Byron Nelson            | USA           | −5    | 2              | 1 500              |
| 1936                                              | Horton Smith (2)        | USA           | −3    | 1              | 1 500              |
| 1935                                              | Gene Sarazen            | USA           | −6    | playoff (2)    | 1 500              |
| 1934                                              | Horton Smith            | USA           | −4    | 1              | 1 500              |

## Přehled nejlepších amatérů
V roce 1952 se na Masters začala udělovat cena známá jako Stříbrný pohár (Silver Cup) pro amatéra s nejnižším skóre, který prošel cutem. Od roku 1954 se navíc uděluje stříbrná medaile pro amatéra s nejlepším umístěním. Do roku 2023 existuje sedm hráčů, kteří získali ocenění pro nejlepší amatéry a později vyhráli Masters jako profesionálové. Těmito hráči jsou Cary Middlecoff, Jack Nicklaus, Ben Crenshaw, Phil Mickelson, Tiger Woods, Sergio García a Hideki Macujama. Následující tabulka obsahuje přehled nejlepších umístění amatérů za celou historii turnaje, tedy i předtím než se začala udělovat výše zmíněná ocenění. 
Zatímco v letech 2021 a 2022 žádný z amatérů neprošel cutem, v roce 2023 skončil 23letý Sam Bennett na děleném 16. místě, což je jedno z nejlepších umístění amatérů za řadu let, přičemž až do 3. kola se pohyboval na ještě mnohem lepší pozici. Bennett zahrál v prvním kolo 68 ran (-4) bez jediného bogey, jako první amatér za posledních 30 let. Ve druhém kole zahrál další kolo se skórem 68 ran a stal se prvním amatérem od roku 2003, který se po 36 jamkách umístil v první trojce leaderboardu. Navíc jako první amatér od roku 1961 zahrál na Masters dvě kola pod 70 ran a současně jeho skore 136 (-8) na 36 jamek bylo nejnižší skóre amatéra od roku 1956. Ve třetím kole, které musel odehrál za mimořádně špatného počasí, dosáhl 76 ran a propadl se na sedmé místo. Nicméně i tak se stal prvním amatérem od roku 1964, který do finálového kola nastoupil v první desítce. Ve finálovém kole zahrál 74 ran (dvě nad par) a celkově dosáhl nejlepší umístění amatéra na Masters od roku 2005, kdy Ryan Moore skončil třináctý (ale s horším skóre −1).
| 1934      | Charlie Yates                               | +9                                          | T21                                         |                                             |                                             |
| 1935      | Lawson Little                               | E                                           | 6                                           |                                             |                                             |
| 1936      | Johnny Dawson                               | +6                                          | T9                                          |                                             |                                             |
| 1937      | Charlie Yates (2)                           | +13                                         | T26                                         |                                             |                                             |
| 1938      | Tommy Suffern Tailer                        | +10                                         | T18                                         |                                             |                                             |
| 1939      | Chick Harbert Charlie Yates (3)             | +8                                          | T18                                         |                                             |                                             |
| 1940      | Charlie Yates (4)                           | +5                                          | T17                                         |                                             |                                             |
| 1941      | Dick Chapman                                | +9                                          | T19                                         |                                             |                                             |
| 1942      | Bud Ward Charlie Yates (5)                  | +16                                         | T28                                         |                                             |                                             |
| 1943–1945 | Turnaj se nekonal kvůli druhé světové válce | Turnaj se nekonal kvůli druhé světové válce | Turnaj se nekonal kvůli druhé světové válce | Turnaj se nekonal kvůli druhé světové válce | Turnaj se nekonal kvůli druhé světové válce |
| 1946      | Cary Middlecoff                             | +5                                          | T12                                         |                                             |                                             |
| 1947      | Frank Stranahan                             | −5                                          | T2                                          |                                             |                                             |
| 1948      | Skee Riegel                                 | +5                                          | T13                                         |                                             |                                             |
| 1949      | Charles Coe Johnny Dawson (2)               | +7                                          | T16                                         |                                             |                                             |
| 1950      | Frank Stranahan (2)                         | +9                                          | T14                                         |                                             |                                             |
| 1951      | Charles Coe (2)                             | +5                                          | T12                                         |                                             |                                             |
| 1952      | Chuck Kocsis                                | +9                                          | T14                                         |                                             |                                             |
| 1953      | Frank Stranahan (3) Harvie Ward             | +3                                          | T14                                         |                                             |                                             |
| 1954      | Billy Joe Patton                            | +2                                          | 3                                           |                                             |                                             |
| 1955      | Harvie Ward (2)                             | +2                                          | T8                                          |                                             |                                             |
| 1956      | Ken Venturi                                 | +2                                          | 2                                           |                                             |                                             |
| 1957      | Harvie Ward (3)                             | E                                           | 4                                           |                                             |                                             |
| 1958      | Billy Joe Patton (2)                        | E                                           | 8                                           |                                             |                                             |
| 1959      | Charles Coe (3)                             | E                                           | 6                                           |                                             |                                             |
| 1960      | Jack Nicklaus Billy Joe Patton (3)          | +5                                          | T13                                         |                                             |                                             |
| 1961      | Charles Coe (4)                             | −7                                          | T2                                          |                                             |                                             |
| 1962      | Charles Coe (5)                             | E                                           | T9                                          |                                             |                                             |
| 1963      | Labron Harris Jr.                           | +10                                         | T32                                         |                                             |                                             |
| 1964      | Deane Beman Gary Cowan                      | E                                           | T25                                         |                                             |                                             |
| 1965      | Downing Gray                                | +6                                          | T31                                         |                                             |                                             |
| 1966      | Jimmy Grant                                 | +11                                         | T28                                         |                                             |                                             |
| 1967      | Downing Gray (2)                            | +9                                          | T36                                         |                                             |                                             |
| 1968      | Vinny Giles                                 | E                                           | T22                                         |                                             |                                             |
| 1969      | Bruce Fleisher                              | +12                                         | 44                                          |                                             |                                             |
| 1970      | Charles Coe (6)                             | +4                                          | T23                                         |                                             |                                             |
| 1971      | Steve Melnyk                                | +4                                          | T24                                         |                                             |                                             |
| 1972      | Ben Crenshaw                                | +7                                          | T19                                         |                                             |                                             |
| 1973      | Ben Crenshaw (2)                            | +7                                          | T24                                         |                                             |                                             |
| 1974      | žádný z amatérů neprošel cutem              | žádný z amatérů neprošel cutem              | žádný z amatérů neprošel cutem              | žádný z amatérů neprošel cutem              |                                             |
| 1975      | George Burns                                | +4                                          | T30                                         |                                             |                                             |
| 1976      | Curtis Strange                              | +3                                          | T15                                         |                                             |                                             |
| 1977      | Bill Sander                                 | +11                                         | 49                                          |                                             |                                             |
| 1978      | Lindy Miller                                | −2                                          | T16                                         |                                             |                                             |
| 1979      | Bobby Clampett                              | +2                                          | T23                                         |                                             |                                             |
| 1980      | Jay Sigel                                   | +1                                          | T26                                         |                                             |                                             |
| 1981      | Jay Sigel (2)                               | +6                                          | T35                                         |                                             |                                             |
| 1982      | Jodie Mudd                                  | +6                                          | T20                                         |                                             |                                             |
| 1983      | Jim Hallet                                  | +9                                          | T40                                         |                                             |                                             |
| 1984      | Rick Fehr                                   | E                                           | T25                                         |                                             |                                             |
| 1985      | Sam Randolph                                | +2                                          | T18                                         |                                             |                                             |
| 1986      | Sam Randolph (2)                            | +5                                          | T36                                         |                                             |                                             |
| 1987      | Bob Lewis                                   | +21                                         | 54                                          |                                             |                                             |
| 1988      | Jay Sigel (3)                               | +12                                         | T39                                         |                                             |                                             |
| 1989      | žádný z amatérů neprošel cutem              | žádný z amatérů neprošel cutem              | žádný z amatérů neprošel cutem              | žádný z amatérů neprošel cutem              |                                             |
| 1990      | Chris Patton                                | +9                                          | T39                                         |                                             |                                             |
| 1991      | Phil Mickelson                              | +2                                          | T46                                         |                                             |                                             |
| 1992      | Manny Zerman                                | +6                                          | T59                                         |                                             |                                             |
| 1993      | žádný z amatérů neprošel cutem              | žádný z amatérů neprošel cutem              | žádný z amatérů neprošel cutem              | žádný z amatérů neprošel cutem              |                                             |
| 1994      | John Harris                                 | +17                                         | T50                                         |                                             |                                             |
| 1995      | Tiger Woods                                 | +5                                          | T41                                         |                                             |                                             |
| 1996      | žádný z amatérů neprošel cutem              | žádný z amatérů neprošel cutem              | žádný z amatérů neprošel cutem              | žádný z amatérů neprošel cutem              |                                             |
| 1997      | žádný z amatérů neprošel cutem              | žádný z amatérů neprošel cutem              | žádný z amatérů neprošel cutem              | žádný z amatérů neprošel cutem              |                                             |
| 1998      | Matt Kuchar                                 | E                                           | T21                                         |                                             |                                             |
| 1999      | Sergio García                               | +7                                          | T38                                         |                                             |                                             |
| 2000      | David Gossett                               | +15                                         | T54                                         |                                             |                                             |
| 2001      | žádný z amatérů neprošel cutem              | žádný z amatérů neprošel cutem              | žádný z amatérů neprošel cutem              | žádný z amatérů neprošel cutem              |                                             |
| 2002      | žádný z amatérů neprošel cutem              | žádný z amatérů neprošel cutem              | žádný z amatérů neprošel cutem              | žádný z amatérů neprošel cutem              |                                             |
| 2003      | Ricky Barnes                                | +3                                          | 21                                          |                                             |                                             |
| 2004      | Casey Wittenberg                            | E                                           | T13                                         |                                             |                                             |
| 2005      | Ryan Moore                                  | −1                                          | T13                                         |                                             |                                             |
| 2006      | žádný z amatérů neprošel cutem              | žádný z amatérů neprošel cutem              | žádný z amatérů neprošel cutem              | žádný z amatérů neprošel cutem              |                                             |
| 2007      | žádný z amatérů neprošel cutem              | žádný z amatérů neprošel cutem              | žádný z amatérů neprošel cutem              | žádný z amatérů neprošel cutem              |                                             |
| 2008      | žádný z amatérů neprošel cutem              | žádný z amatérů neprošel cutem              | žádný z amatérů neprošel cutem              | žádný z amatérů neprošel cutem              |                                             |
| 2009      | žádný z amatérů neprošel cutem              | žádný z amatérů neprošel cutem              | žádný z amatérů neprošel cutem              | žádný z amatérů neprošel cutem              |                                             |
| 2010      | Matteo Manassero                            | +4                                          | T36                                         |                                             |                                             |
| 2011      | Hideki Matsuyama                            | −1                                          | T27                                         |                                             |                                             |
| 2012      | Patrick Cantlay                             | +7                                          | T47                                         |                                             |                                             |
| 2013      | Guan Tianlang                               | +12                                         | 58                                          |                                             |                                             |
| 2014      | Oliver Goss                                 | +10                                         | 49                                          |                                             |                                             |
| 2015      | žádný z amatérů neprošel cutem              | žádný z amatérů neprošel cutem              | žádný z amatérů neprošel cutem              | žádný z amatérů neprošel cutem              |                                             |
| 2016      | Bryson DeChambeau                           | +5                                          | T21                                         |                                             |                                             |
| 2017      | Stewart Hagestad                            | +6                                          | T36                                         |                                             |                                             |
| 2018      | Doug Ghim                                   | +8                                          | T50                                         |                                             |                                             |
| 2019      | Viktor Hovland                              | −3                                          | T32                                         |                                             |                                             |
| 2020      | Andy Ogletree                               | −2                                          | T34                                         |                                             |                                             |
| 2021      | žádný z amatérů neprošel cutem              | žádný z amatérů neprošel cutem              | žádný z amatérů neprošel cutem              | žádný z amatérů neprošel cutem              |                                             |
| 2022      | žádný z amatérů neprošel cutem              | žádný z amatérů neprošel cutem              | žádný z amatérů neprošel cutem              | žádný z amatérů neprošel cutem              |                                             |
| 2023      | Sam Bennett                                 | −2                                          | T16                                         |                                             |                                             |
| 2024      | Neal Shipley                                | +12                                         | T53                                         |                                             |                                             |
| 2025      | žádný z amatérů neprošel cutem              | žádný z amatérů neprošel cutem              | žádný z amatérů neprošel cutem              | žádný z amatérů neprošel cutem              |                                             |